# Wye with Hinxhill
Wye with Hinxhill – civil parish w Anglii, w Kent, w dystrykcie Ashford. W 2011 civil parish liczyła 2282 mieszkańców.